# Surface minimale de Catalan
Ne doit pas être confondu avec Surface de Catalan.

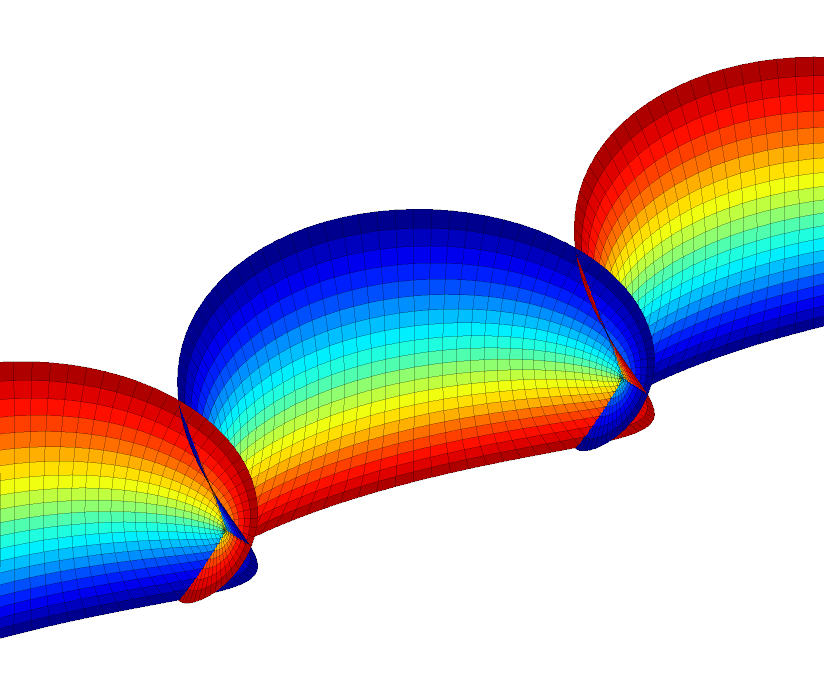
Surface minimale de Catalan.

En géométrie différentielle, une surface minimale de Catalan est une surface minimale qui a été étudiée par Eugène Charles Catalan en 1855.
La surface a pour équations paramétriques :
{\displaystyle {\begin{aligned}x(u,v)&=a(2u-\sin(2u)\cosh(2v))\\y(u,v)&=a(1-\cos(2u)\cosh(2v))\\z(u,v)&=4a\sin(u)\sinh(v).\end{aligned}}}
Si l'on pose {\displaystyle r=\sinh(v)} dans la paramétrisation ci-dessus, on obtient :
{\displaystyle {\begin{aligned}x(u,v)&=a(2u-(1+2r^{2})\sin(2u))\\y(u,v)&=a(1-(1+2r^{2})\cos(2u))\\z(u,v)&=4ar\sin(u).\end{aligned}}}
- Les lignes avec le paramètre {\displaystyle r=r_{0}} fixé, se projettent sur le plan {\displaystyle xOy} en des trochoïdes.
- Les lignes avec le paramètre {\displaystyle u=u_{0}} fixé, sont des paraboles.
- La section de la surface par le plan {\displaystyle xOy} (c'est-à-dire {\displaystyle r=0}) est une cycloïde.